# Consensul de la Washington
Consensul de la Washington este un set de zece prescripții de politică economică care în deceniile anilor 1980 și 1990 au fost considerate reforme „standard” de promovat pentru țările în curs de dezvoltare afectate de criză de către instituțiile cu sediul la Washington, D.C.: Fondul Monetar Internațional (FMI), Banca Mondială și Departamentul Trezoreriei Statelor Unite. Termenul a fost folosit pentru prima dată în anul 1989 de către economistul englez John Williamson. Printre aceste prescripții se numărau politici de promovare a pieței libere, cum ar fi liberalizarea comerțului, privatizarea și liberalizarea finanțelor. Ele cuprindeau și politici fiscale și monetare menite să reducă deficitele fiscale și inflația.
După ce Williamson a început să folosească terminologia, și deși el s-a opus vehement, sintagma „Consensul de la Washington” a ajuns să fie utilizată pe scară largă într-un al doilea sens, mai larg, pentru cu referire la o orientare mai generală către o abordare puternic bazată pe piață (uneori descrisă ca fundamentalism de piață sau neoliberalism). Subliniind amploarea diferenței dintre cele două definiții alternative, Williamson a susținut că cele zece prescripții originale, în definiția lor restrânsă, au dobândit în mare parte statutul de loc comun (sunt în general considerate de la sine înțelese), în timp ce definiția mai largă, folosită mai târziu, reprezintă o formă de manifest neoliberal, care „nu s-a bucurat niciodată de un consens [la Washington] sau oriunde altundeva” și se poate spune, în mod rezonabil, că este moartă.
Discuția despre Consensul de la Washington a fost pentru mult timp controversată. Parțial, aceasta reflectă o lipsă de claritate cu privire la ce anume se înțelege prin termen, dar există și diferențe substanțiale cu privire la rezultatele și consecințele prescripțiilor politice implicate. Unii critici contestă accentul pus de Consensul inițial pe deschiderea țărilor în curs de dezvoltare către piața globală și tranziția către o piață emergentă, ceea ce ei consideră a fi o concentrare excesivă pe consolidarea influenței forței pieței interne, probabil în detrimentul forței guvernării, ceea ce va afecta funcțiile cheie ale statului. Pentru alți comentatori, problema constă mai degrabă în ceea ce lipsește, inclusiv în domenii precum consolidarea instituțiilor și eforturile de îmbunătățire a oportunităților pentru cei mai slabi din societate prin egalitatea de șanse, justiție socială și reducerea sărăciei.